# Ebro (Minnesota)
Ebro – jednostka osadnicza w Stanach Zjednoczonych, w stanie Minnesota, w hrabstwie Clearwater.